# Waldhouse
Waldhouse est une commune française située dans le département de la Moselle, en Lorraine, dans la région administrative Grand Est. Le village fait partie du pays de Bitcheet du bassin de vie de la Moselle-Est.
Les habitants sont appelés les Waldhousiens, leur sobriquet est Gelleriweschwänz (les queues de carottes).

## Géographie

### Localisation
Commune membre du parc naturel régional des Vosges du Nord.

### Accès
La commune est à 1,3 km de Walschbronn, 3,8 de Bousseviller, 4,2 de Breidenbach et 6 de Liederschieddt.

### Géologie et relief
S'étendant sur les deux rives de la Horn, dans un coude formé par le cours d'eau, le village de Waldhouse est situé en pays découvert.
La commune se compose de 36,48 hectares de territoires artificialisés (5,54 %), 358,89 hectares de territoires agricoles (54,46 %) et 264,05 hectares de forêts et milieux semi-naturels (40,07 %).
Espaces naturels :
- Trois espaces protégés hors Natura 2000 Vosges du Nord :

Réserve de Biosphère, zone tampon,
Réserve de Biosphère, zone de transition,
Parc naturel régional.
- Deux zones naturelles d'intérêt écologique, faunistique et floristique (Znieff) :

Forêts spontanées des Vosges du Nord,
Rivière La Horn de Walscbronn à Bousseviller.
Système d’information pour la gestion des eaux souterraines du bassin Rhin-Meuse : Carte géologique.

### Sismicité
Commune située dans une zone de sismicité 2 faible,.

### Hydrographie et les eaux souterraines
La commune est située dans le bassin versant du Rhin au sein du bassin Rhin-Meuse. Elle est drainée par la Horn, le ruisseau le Breidenbach et le ruisseau le Schwarzbach.
La Horn, d'une longueur totale de 27,6 km, prend sa source dans la commune de Bitche, traverse huit communes française, puis pousuit son cours dans le Land de Rhénanie-Palatinat en Allemagne où il conflue avec le Schwarzbach.
Le Breidenbach, d'une longueur totale de 10,4 km, prend sa source dans la commune de Schorbach et se jette  dans la Horn à Walschbronn, après avoir traversé sept communes.

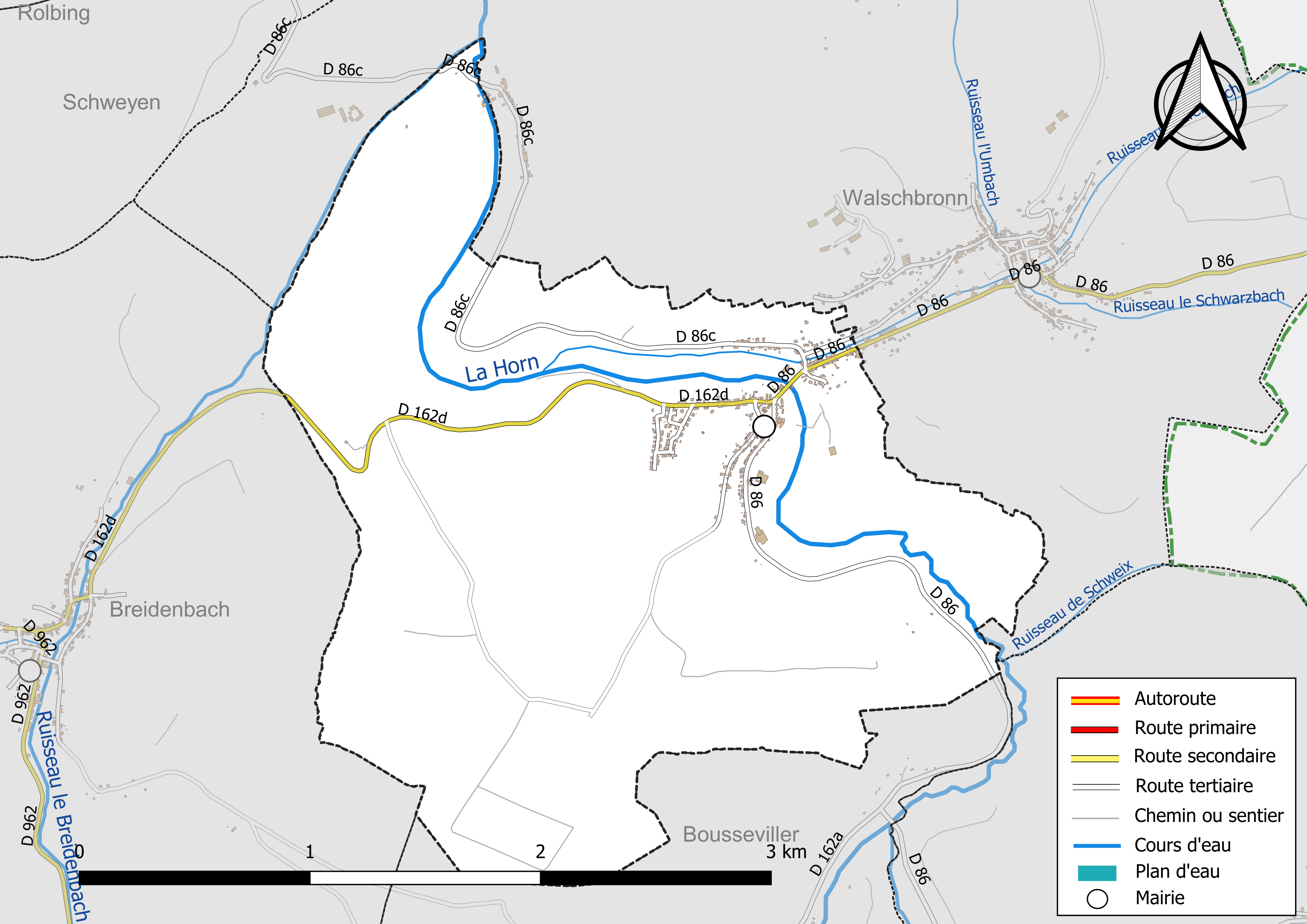
Réseaux hydrographique et routier de Waldhouse.

La qualité des eaux des principaux cours d’eau de la commune, notamment de la Horn et du ruisseau le Breidenbach, peut être consultée sur un site spécial géré par les agences de l’eau et l’Agence française pour la biodiversité. Ainsi en 2020, dernière année d'évaluation disponible en 2022, l'état écologique de la Horn était jugé moyen (jaune).

### Climat
Pour des articles plus généraux, voir Climat du Grand Est et Climat de la Moselle.
En 2010, le climat de la commune est de type climat des marges montargnardes, selon une étude du Centre national de la recherche scientifique s'appuyant sur une série de données couvrant la période 1971-2000. En 2020, Météo-France publie une typologie des climats de la France métropolitaine dans laquelle la commune est exposée à un climat semi-continental et est dans la région climatique  Vosges, caractérisée par une pluviométrie très élevée (1 500 à 2 000 mm/an) en toutes saisons et un hiver rude (moins de 1 °C). 
Pour la période 1971-2000, la température annuelle moyenne est de 9,8 °C, avec une amplitude thermique annuelle de 16,9 °C. Le cumul annuel moyen de précipitations est de 956 mm, avec 12,3 jours de précipitations en janvier et 9,8 jours en juillet. Pour la période 1991-2020, la température moyenne annuelle observée sur la station météorologique de Météo-France la plus proche, « Volmunster », sur la commune de Volmunster à 8 km à vol d'oiseau, est de 10,2 °C et le cumul annuel moyen de précipitations est de 760,1 mm. 
La température maximale relevée sur cette station est de 37,6 °C, atteinte le 25 juillet 2019 ; la température minimale est de −18,6 °C, atteinte le 24 décembre 2001,,. 
Les paramètres climatiques de la commune ont été estimés pour le milieu du siècle (2041-2070) selon différents scénarios d'émission de gaz à effet de serre à partir des nouvelles projections climatiques de référence DRIAS-2020. Ils sont consultables sur un site spécial publié par Météo-France en novembre 2022.

## Urbanisme

### Typologie
Au 1er janvier 2024, Waldhouse est catégorisée commune rurale à habitat dispersé, selon la nouvelle grille communale de densité à sept niveaux définie par l'Insee en 2022.
Elle est située hors unité urbaine et hors attraction des villes,.

### Occupation des sols
L'occupation des sols de la commune, telle qu'elle ressort de la base de données européenne d’occupation biophysique des sols Corine Land Cover (CLC), est marquée par l'importance des territoires agricoles (54,6 % en 2018), une proportion sensiblement équivalente à celle de 1990 (54,3 %). La répartition détaillée en 2018 est la suivante : 
forêts (39,8 %), prairies (26,8 %), zones agricoles hétérogènes (15,7 %), terres arables (12 %), zones urbanisées (5,6 %). L'évolution de l’occupation des sols de la commune et de ses infrastructures peut être observée sur les différentes représentations cartographiques du territoire : la carte de Cassini (XVIIIe siècle), la carte d'état-major (1820-1866) et les cartes ou photos aériennes de l'IGN pour la période actuelle (1950 à aujourd'hui).

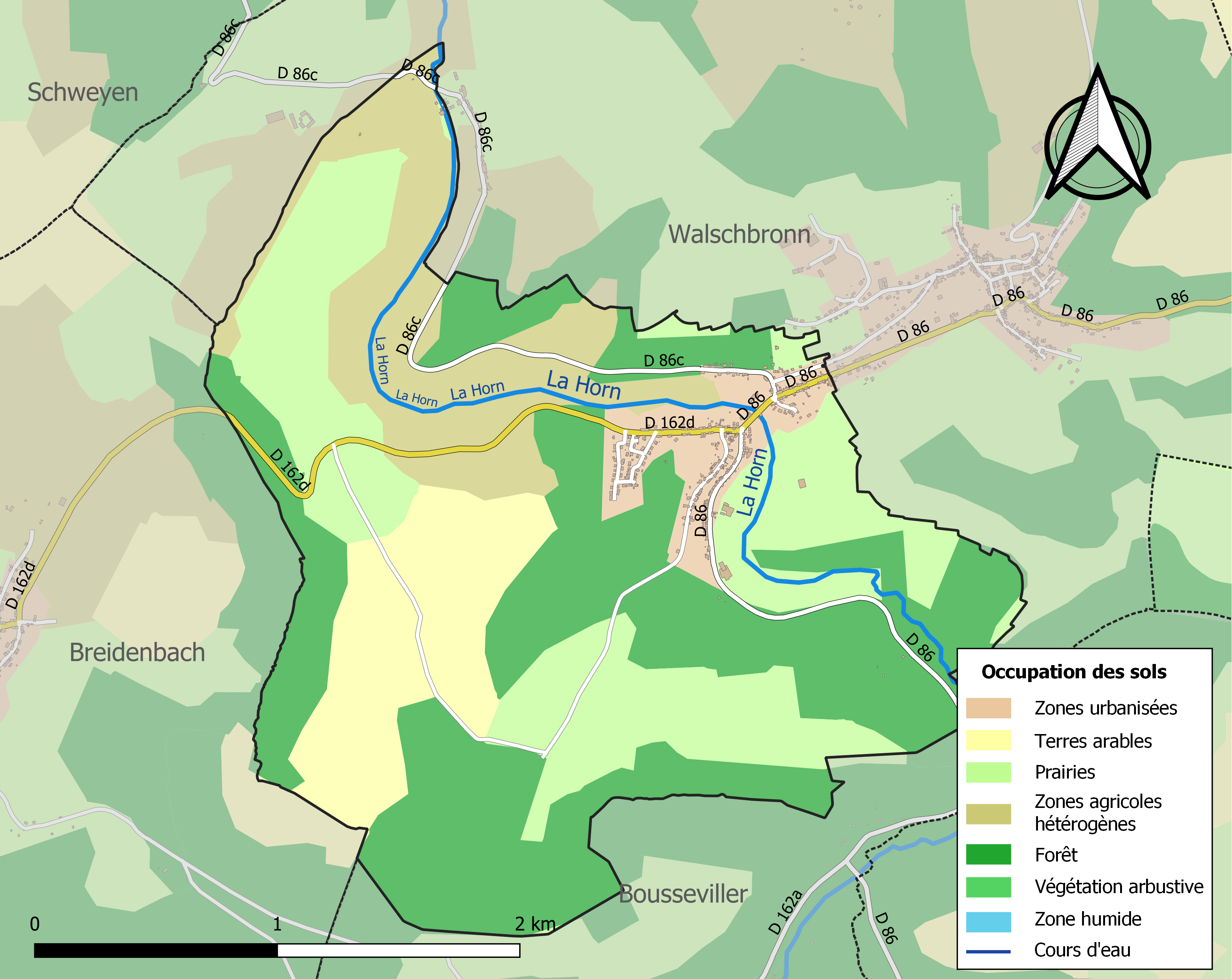
Carte des infrastructures et de l'occupation des sols de la commune en 2018 (CLC).

Plan local d'urbanisme intercommunal de Niederbronn-les-Bains : PLU intercommunal de Niederbronn-les-Bains

## Toponymie
- Du germanique wald « forêt » + haus « maison »[25].
- Walthusse (1255), Waldhusse (1257), Walshausen (1550), Walthaussen (1596), Waldhausen (1751), Walthausen (carte Cassini), Waldhasen (1793), Valdhausen (1801)[26].
- Walthuse[27] et Waldhuuse en francique lorrain.

## Histoire
Plusieurs sites gallo-romains ont été mis au jour sur le ban de l'agglomération, mentionné en 1257 sous la forme Walthusse, de l'allemand Wald-Huss, la maison de la forêt.
Du point de vue du spirituel, Waldhouse est toujours annexe de la paroisse de Walschbronn, dans l'archiprêtré de Volmunster. Une chapelle, dédiée à saint Pie X, est construite en 1957 dans la partie occidentale du village. 

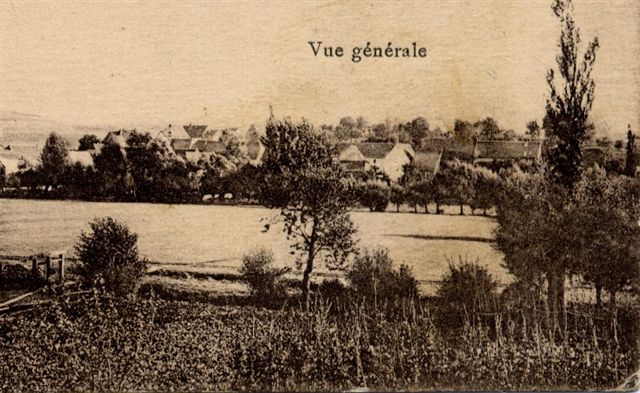
Vue du village avant la guerre.

Sur le ban communal, la ferme de Dorst, reconstruite au lendemain de la Seconde Guerre mondiale, a été exploitée par des mennonites. Ces descendants d'une secte anabaptiste, venus de Suisse au XVIIIe siècle et installés dans le comté de Bitche, y furent très sollicités pour leur compétence en matière d'agriculture.

## Politique et administration
| Période                                  | Période   | Identité       | Étiquette | Qualité                                                           |
| ---------------------------------------- | --------- | -------------- | --------- | ----------------------------------------------------------------- |
| Les données manquantes sont à compléter. |           |                |           |                                                                   |
| mars 1995                                | mars 2008 | Gérard Martini |           |                                                                   |
| mars 2008                                | En cours  | Norbert Dervin |           | Ouvrier qualifié de la manutention, du magasinage et du transport |

Du point de vue administratif, le village a connu des sorts variés : d'abord commune de l'éphémère canton de Breidenbach en 1790 à 1801, il passe à celui de Volmunster, avant de devenir écart de Walschbronn de 1811 à 1837, pour finir commune à part entière.

### Budget et fiscalité 2023
En 2023, le budget de la commune était constitué ainsi :
- total des produits de fonctionnement : 270 000 €, soit 682 € par habitant ;
- total des charges de fonctionnement : 247 000 €, soit 623 € par habitant ;
- total des ressources d'investissement : 64 000 €, soit 161 € par habitant ;
- total des emplois d'investissement : 178 000 €, soit 448 € par habitant ;
- endettement : 258 000 €, soit 181 € par habitant.

Avec les taux de fiscalité suivants :
- taxe d'habitation : 11,83 % ;
- taxe foncière sur les propriétés bâties : 27,80 % ;
- taxe foncière sur les propriétés non bâties : 56,10 % ;
- taxe additionnelle à la taxe foncière sur les propriétés non bâties : 0,00 % ;
- cotisation foncière des entreprises : 0,00 %.

Chiffres clés Revenus et pauvreté des ménages en 2021 : médiane en 2021 du revenu disponible, par unité de consommation : 24 440 €.

## Population et société

### Démographie

#### Évolution démographique
L'évolution du nombre d'habitants est connue à travers les recensements de la population effectués dans la commune depuis 1793. Pour les communes de moins de 10 000 habitants, une enquête de recensement portant sur toute la population est réalisée tous les cinq ans, les populations de référence des années intermédiaires étant quant à elles estimées par interpolation ou extrapolation. Pour la commune, le premier recensement exhaustif entrant dans le cadre du nouveau dispositif a été réalisé en 2006.

En 2022, la commune comptait 350 habitants, en évolution de −12,5 % par rapport à 2016 (Moselle : +0,52 %, France hors Mayotte : +2,11 %).
| 1793 | 1800 | 1806 | 1836 | 1841 | 1861 | 1866 | 1871 | 1875 |
| ---- | ---- | ---- | ---- | ---- | ---- | ---- | ---- | ---- |
| 322  | 358  | 441  | 516  | 487  | 455  | 467  | 442  | 454  |

| 1880 | 1885 | 1890 | 1895 | 1900 | 1905 | 1910 | 1921 | 1926 |
| ---- | ---- | ---- | ---- | ---- | ---- | ---- | ---- | ---- |
| 496  | 492  | 471  | 490  | 466  | 468  | 515  | 549  | 541  |

| 1931 | 1936 | 1946 | 1954 | 1962 | 1968 | 1975 | 1982 | 1990 |
| ---- | ---- | ---- | ---- | ---- | ---- | ---- | ---- | ---- |
| 527  | 510  | 103  | 323  | 326  | 362  | 352  | 310  | 344  |

| 1999 | 2006 | 2011 | 2016 | 2021 | 2022 | - | - | - |
| ---- | ---- | ---- | ---- | ---- | ---- | - | - | - |
| 382  | 391  | 390  | 400  | 368  | 350  | - | - | - |

La population a régulièrement augmenté jusqu'à la Seconde Guerre mondiale, passant de 431 habitants en 1851 à 510 en 1939, mais le village ne comptait plus que 103 habitants en 1946. Depuis cette époque, elle a remonté, pour atteindre le chiffre de 310 habitants au recensement de 1982.
Entre 1811 et 1835, le village de Waldhouse appartenait à la commune de Walschbronn.

### Enseignement
Établissements d'enseignements :
- École maternelle et primaire,
- Collèges à Bitche, Lemberg, Rohrbach-lès-Bitche,
- Lycées à Bitche, Éguelshardt.

### Santé
Professionnels et établissements de santé :
- Médecins à Walschbronn, Volmunster, Bitche, Petit-Réderching, Enchenberg, Lemberg, Rohrbach-lès-Bitche,
- Pharmacies à Volmunster, Bitche, Lemberg, Rohrbach-lès-Bitche, Goetzenbruck, Montbronn,
- Hôpitaux à Bitche, Niederbronn-les-Bains, Sarreguemines, Goersdorf.

### Cultes
- Culte catholique, Archiprêtré de Bitche[36], Diocèse de Metz.

## Économie

### Entreprises et commerces

#### Agriculture
- Élevage de vaches laitières,
- Élevage de chevaux et d'autres équidés,
- Culture et élevage associés

#### Tourisme
- Gîte de France.
- Hébergement et restauration à Bousseviller, Schorbach, Bitche.

#### Commerces
- Commerces et services de proximité à Walschbronn, Bousseviller.

## Culture locale et patrimoine

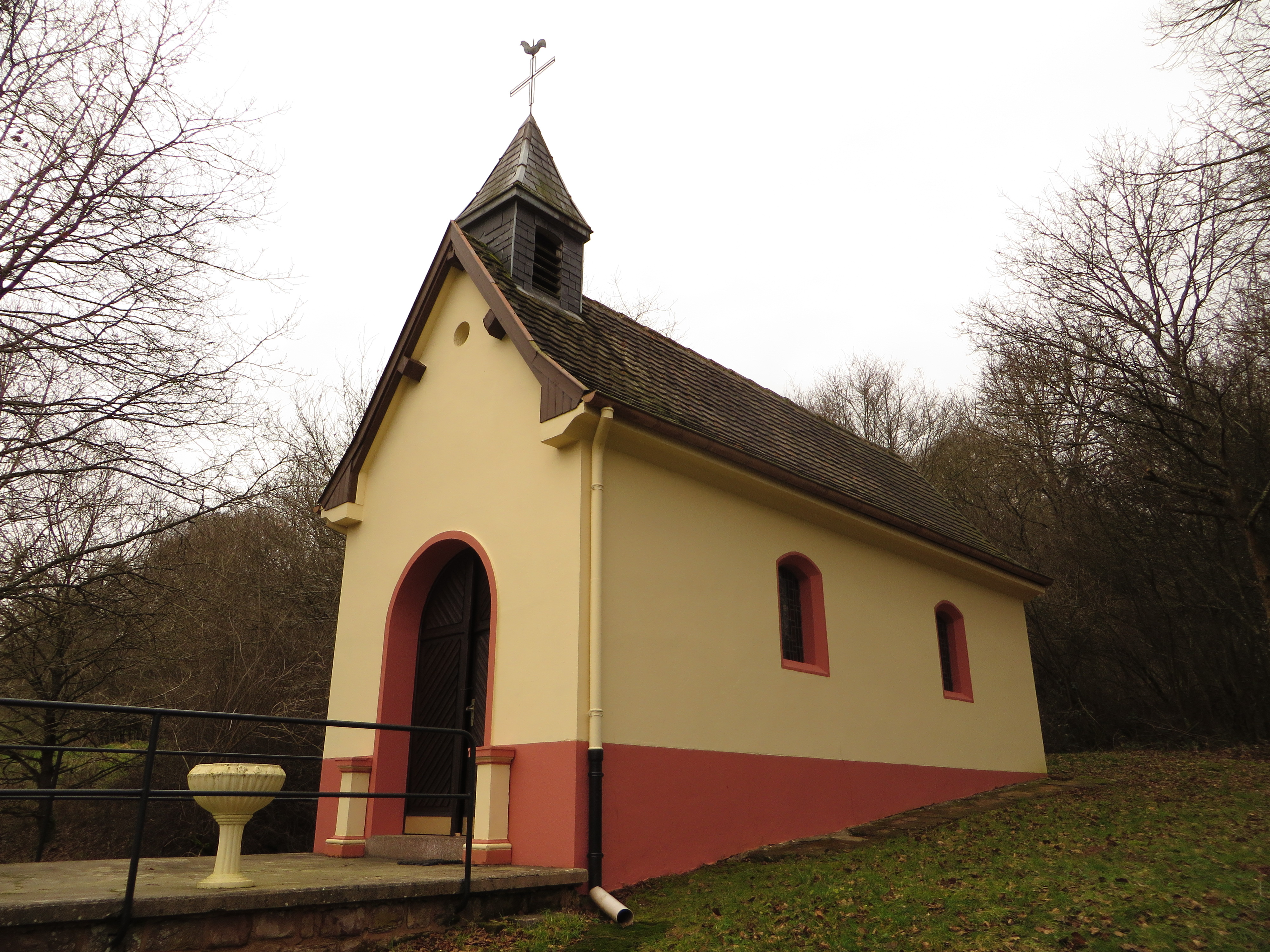
Chapelle Notre-Dame-de-Pitié à Dorst.
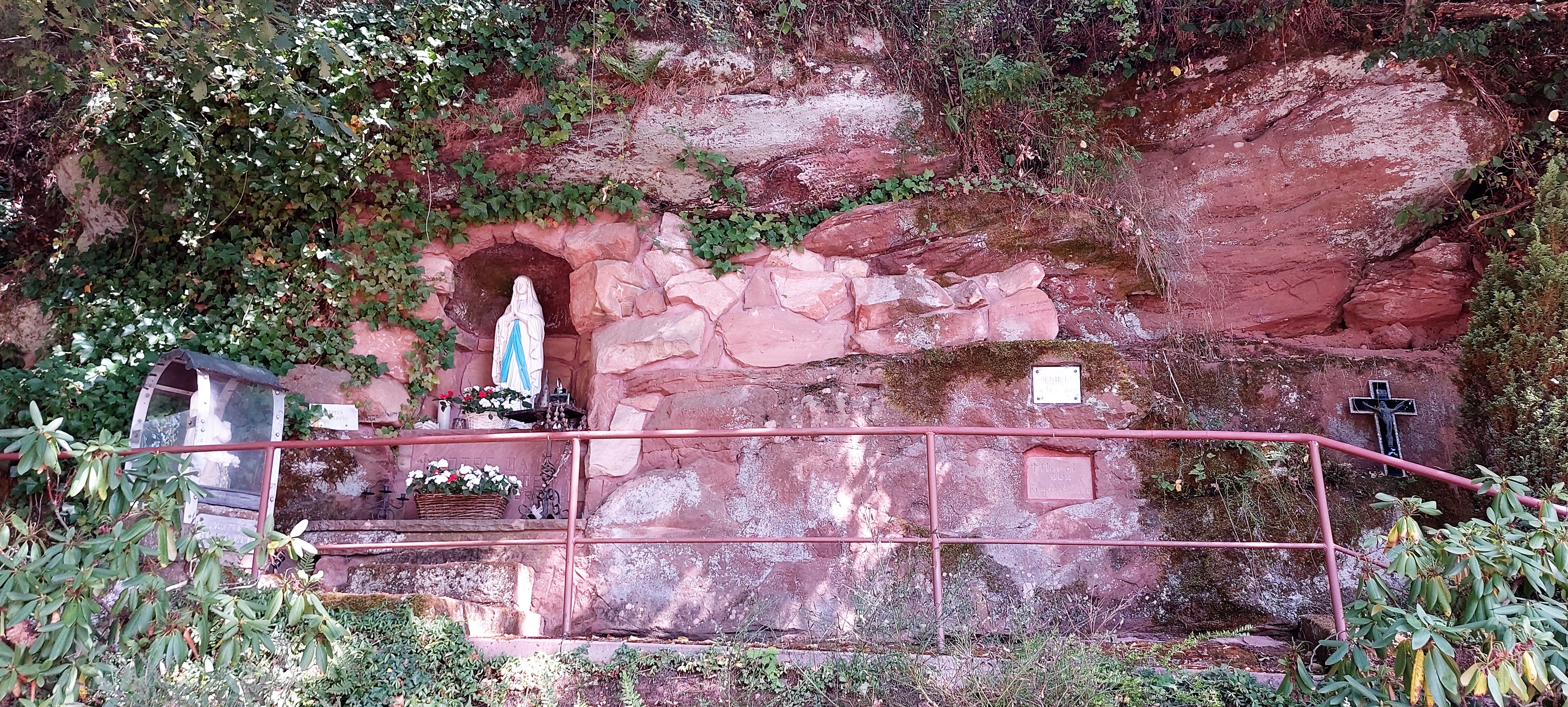
Grotte de Lourdes.

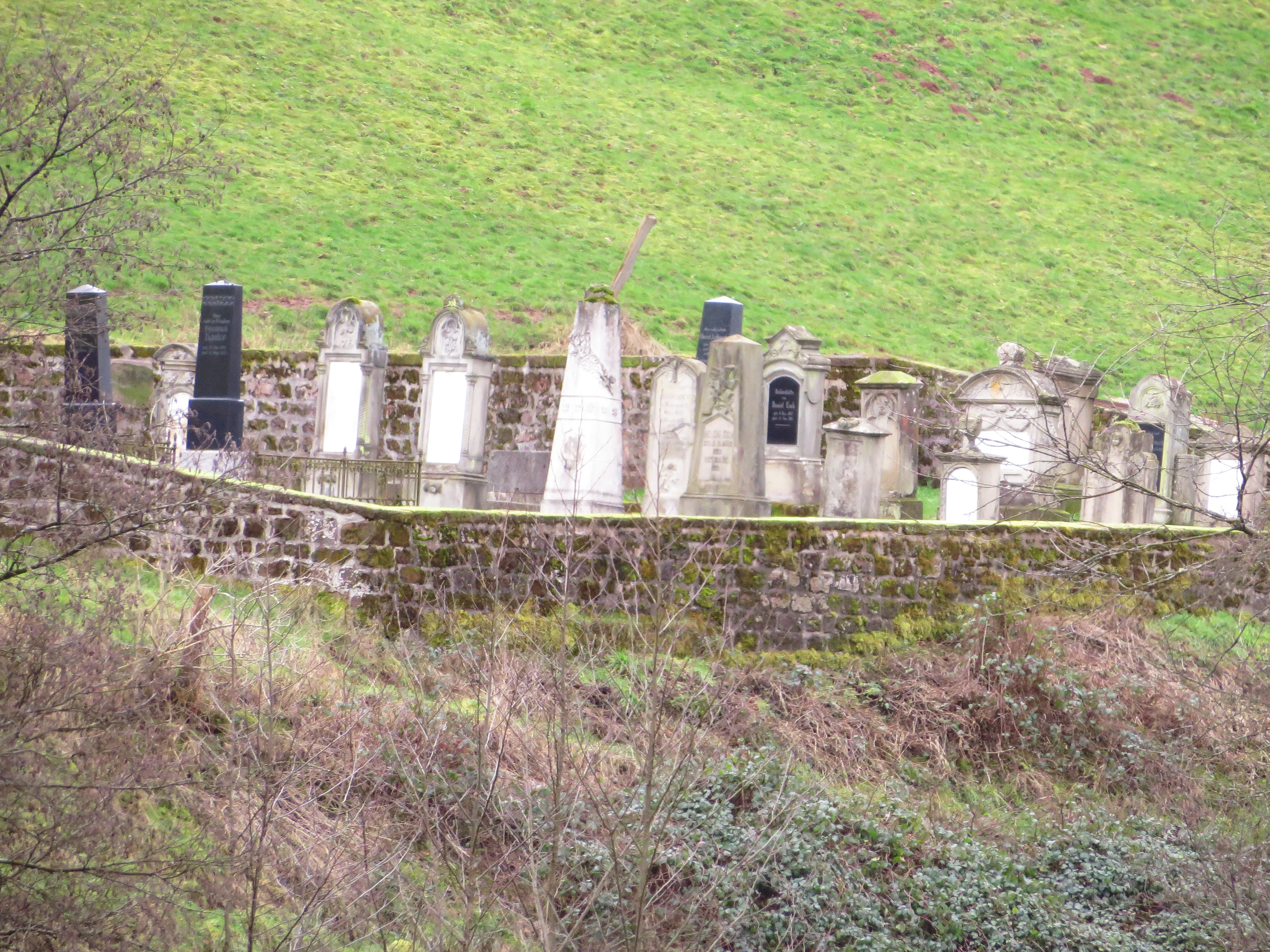
Cimetière mennonite.
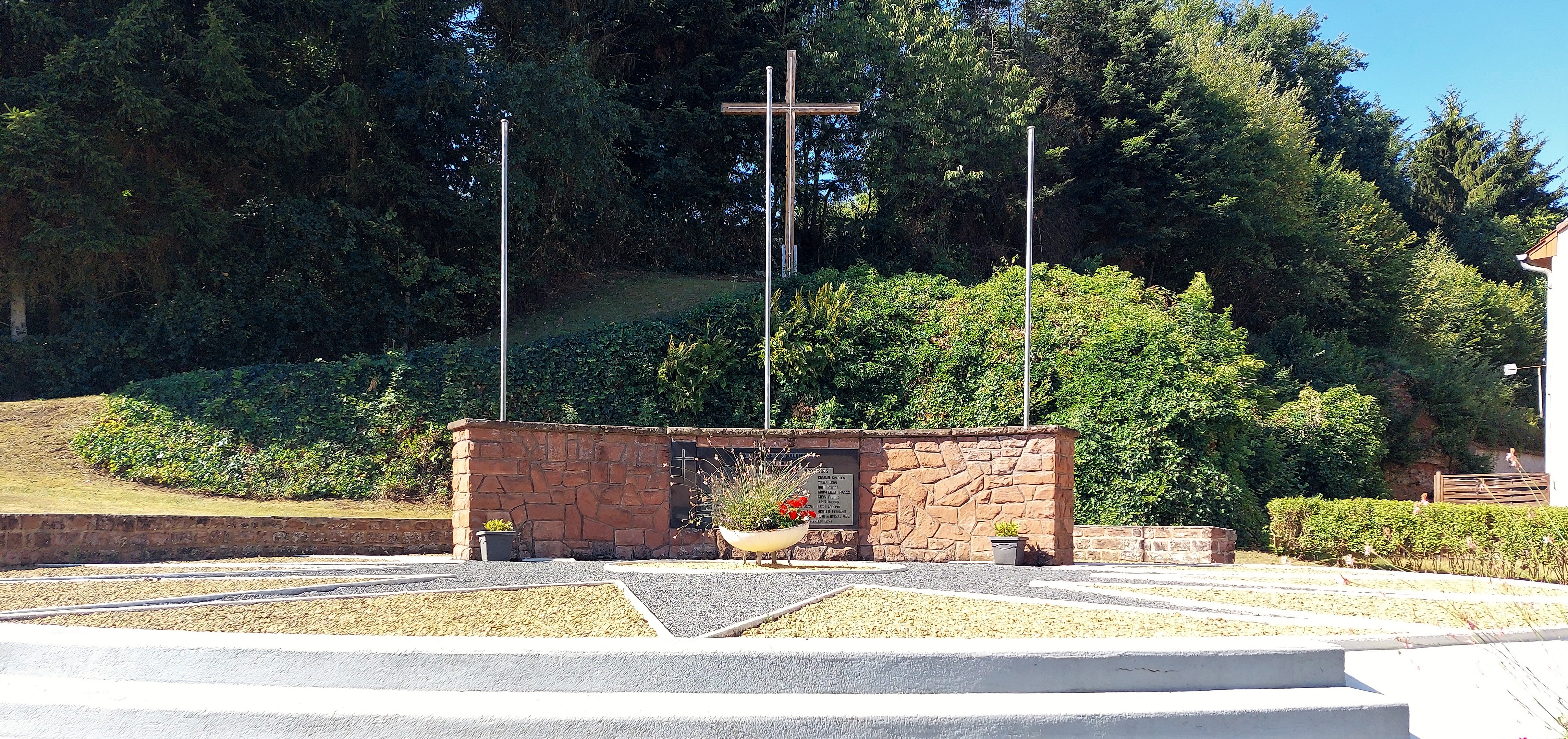
Monument aux morts.
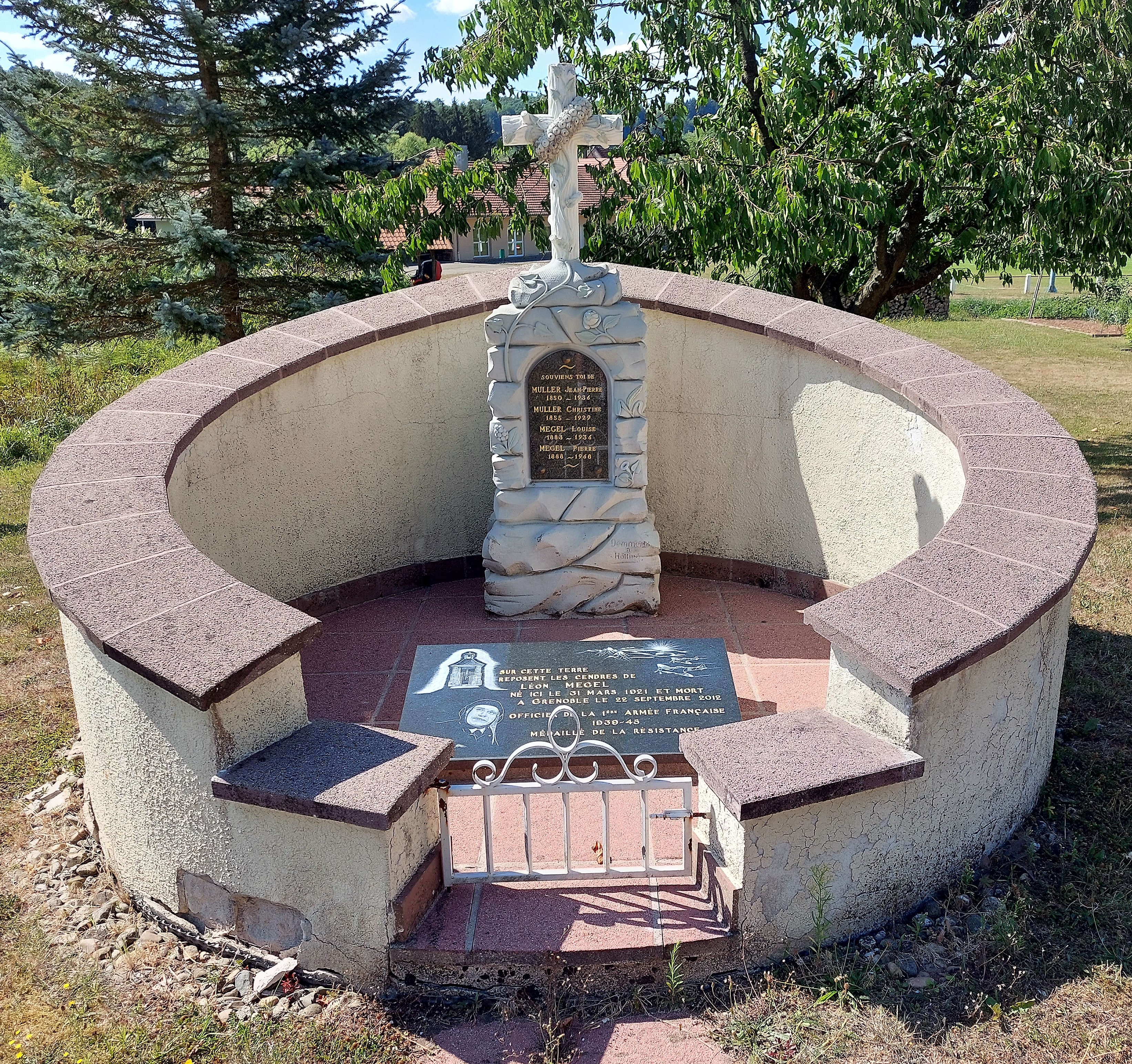
Pierre tombale.

### Lieux et monuments
- Le cimetière mennonite de Dorst[37], renfermant des tombes du XIXe siècle
- Croix de chemin[38],[39],[40],[41] :

Sur la route de Breidenbach, une croix de chemin a été élevée dans la première moitié du XIXe siècle, le croisillon ayant été restauré à une époque plus récente. Le fût galbé en élévation porte les figures de sainte Marguerite, sortant du dragon en brandissant une croix, et de saint Wendelin, au milieu de ses moutons. Les deux personnages sont vêtus à la mode du XIXe siècle, saint Wendelin portant des bas, des culottes bouffantes et une veste longue serrée à la taille.
- Croix monumentales[42],[43],[44],[45].
- Calvaire[46].
- Chapelle saint Pie X[47], construite en 1957 ; verrières géométriques avec symboles, de Bassinot maître-verrier à Nancy.
- Chapelle Notre-Dame-de-Pitié à Dorst[48], construite en 1706, aux frais de Jean Friderich Zoller, receveur et admodiateur du duc de Lorraine pour les domaines et comtes de Bitche, Sarrewerden et Bouquenom, et de Marie Hennequin, son épouse, dans leur cense de Dorst. Détruite pendant la guerre de 1939-1945, reconstruite après la guerre.
- Monument aux morts[49] : Conflits commémorés : Guerres 1914-1918 - 1939-1945.
- Tombeaux[50],[51] - Pierres tombales.
- Grotte de Lourdes[52],[53].

### Héraldique
| Blason de Waldhouse | Blason  | Coupé: au 1er d'or au lion léopardé de gueules, au 2e de sinople à la maison d'argent brochant sur des arbres au trait de sable. |
| Blason de Waldhouse | Détails | Le statut officiel du blason reste à déterminer.                                                                                 |